# تورو فوروساوا
تورو فوروساوا (انگلیسی: Tōru Furusawa؛ زادهٔ ۳ اوت ۱۹۶۲) صدا پیشه اهل ژاپن است.